# اچ‌ام‌اس رایندیر (۱۸۶۶)
اچ‌ام‌اس رایندیر (۱۸۶۶) (به انگلیسی: HMS Reindeer (1866)) یک کشتی بود که طول آن ۱۸۵ فوت (۵۶ متر) بود. این کشتی در سال ۱۸۶۶ ساخته شد.